# Вінцентув (Келецький повіт)
Вінцентув (пол. Wincentów) — село в Польщі, у гміні Пекошув Келецького повіту Свентокшиського воєводства.
Населення — 884 особи (2011).
У 1975—1998 роках село належало до Келецького воєводства.

## Демографія
Демографічна структура на день 31 березня 2011 року:
|          | Загалом | Допрацездатний вік | Працездатний вік | Постпрацездатний вік |
| -------- | ------- | ------------------ | ---------------- | -------------------- |
| Чоловіки | 436     | 90                 | 317              | 29                   |
| Жінки    | 448     | 95                 | 283              | 70                   |
| Разом    | 884     | 185                | 600              | 99                   |